# Villalonga (kommunhuvudort)
Villalonga är en kommunhuvudort i Spanien.   Den ligger i provinsen Província de València och regionen Valencia, i den östra delen av landet, 300 km sydost om huvudstaden Madrid. Villalonga ligger 107 meter över havet och antalet invånare är 3 996.
Terrängen runt Villalonga är kuperad. Runt Villalonga är det ganska tätbefolkat, med 166 invånare per kvadratkilometer. Närmaste större samhälle är Oliva, 8,5 km öster om Villalonga. 